# Rally Picos del Sicuara de 2013
El Picos del Sicuara de 2013 será la cuarta fecha del campeonato regional Rally NACAM y la tercera del campeonato colombiano. Se efectuará los días 21 y 22 de septiembre de 2013 en las ciudades colombianas de Susa y Carmen de Carupa, en el departamento de Cundinamarca. Se desarrollará sobre terracería y tendrá un recorrido total de 270 km, de los cuales, 112 kilómetros serán cronometrados y divididos en seis tramos.

## Itinerario
| Día              | Tramo | Nombre                      | Distancia                   | Hora                        | Ganador                     | Tiempo                      | Vel. media                  | Líder rally                 |
| ---------------- | ----- | --------------------------- | --------------------------- | --------------------------- | --------------------------- | --------------------------- | --------------------------- | --------------------------- |
| Día 1 sábado 20  | TC0   | Salida simbólica Casino RIO | Salida simbólica Casino RIO | Salida simbólica Casino RIO | Salida simbólica Casino RIO | Salida simbólica Casino RIO | Salida simbólica Casino RIO | Salida simbólica Casino RIO |
| Día 2 domingo 21 | TC1   | Susa A 1                    | 26,58 km                    | 10:03                       | Bandera de ?                |                             | kp/h                        | Bandera de ?                |
| Día 2 domingo 21 | TC2   | Carmen de Carupa A          | 16,29 km                    | 10:56                       | Bandera de ?                |                             | kp/h                        | Bandera de ?                |
| Día 2 domingo 21 | TC3   | Susa B                      | 16,120 km                   | 12:49                       | Bandera de ?                |                             | kp/h                        | Bandera de ?                |
| Día 2 domingo 21 | TC4   | Carmen de Carupa B          | 26,43 km                    | 13:27                       | Bandera de ?                |                             | kp/h                        | Bandera de ?                |
| Día 2 domingo 21 | TC5   | Susa A 2                    | 26,580 km                   | 15:35                       | Bandera de ?                |                             | kp/h                        | Bandera de ?                |
| Día 2 domingo 21 | TC6   | Carmen de Carupa C          | 26,96 km                    | 16:53                       | Bandera de ?                |                             | kp/h                        | Bandera de ?                |
| Fuentes          |       |                             |                             |                             |                             |                             |                             |                             |

| Predecesor: Cañete 2013 | NACAM 2013 | Sucesor: Por definir |